# Wybory parlamentarne w Australii w 1917 roku
Wybory parlamentarne w Australii w 1917 roku odbyły się w dniu 5 maja. Przedmiotem głosowania była obsada wszystkich 75 mandatów w Izbie Reprezentantów oraz połowy, czyli 18 z 36, mandatów w Senacie. 
W wyborach zwyciężyła debiutująca w nich Nacjonalistyczna Partia Australii, która powstała niespełna trzy miesiące wcześniej w wyniku połączenia Związkowej Partii Liberalnej i Narodowej Partii Pracy. Zarówno dotychczasowy premier Australii Billy Hughes, jak i lider opozycji Frank Tudor, zachowali po wyborach swoje stanowiska. 

## Wyniki

### Izba Reprezentantów
Obsadzano wszystkie 75 mandatów. 
     Nacjonalistyczna Partia Australii: 53 
     Australijska Partia Pracy: 22 
| partia                            | % głosów | % głosów | mandaty |
| partia                            | wynik    | zmiana   | mandaty |
| --------------------------------- | -------- | -------- | ------- |
| Nacjonalistyczna Partia Australii | 54,22    | n.d.     | 53      |
| Australijska Partia Pracy         | 43,94    | -6,96    | 22      |
| niezrzeszeni                      | 1,85     | -0,05    | 0       |

źródło: 

### Senat
Nacjonalistyczna Partia Australii: 24 
     Australijska Partia Pracy: 12 
Obsadzano 18 z 36 mandatów.
| partia                            | % głosów | % głosów | mandaty        | mandaty           |
| partia                            | wynik    | zmiana   | zdobyte w 1917 | posiadane łącznie |
| --------------------------------- | -------- | -------- | -------------- | ----------------- |
| Nacjonalistyczna Partia Australii | 55,37    | n.d.     | 18             | 24                |
| Australijska Partia Pracy         | 43,72    | -8,42    | 0              | 12                |
| pozostali                         | 0,90     | +0,82    | 0              | 0                 |

źródło: 